# Peropteryx trinitatis
Peropteryx trinitatis е вид бозайник от семейство Emballonuridae.

## Разпространение
Видът е разпространен в Аруба, Венецуела, Гренада, Тринидад и Тобаго и Френска Гвиана.